# Афанасівський яр
Афана́сівський (Афана́сіївський) яр — історична місцевість, урочище в центральній частині міста Києва.
Простягається між бульваром Тараса Шевченка, вулицями Лисенка, Ярославів Вал, В'ячеслава Липинського та Михайла Коцюбинського, межує з місцевостями Старий Київ та Нова Забудова.
Має декілька відрогів, одним з яких, Святославським яром, проходить вулиця В'ячеслава Липинського.
Походження назви яру невідоме. Під час розпланування та активної забудови у центрі міста більшу частину яру було засипано, однак рельєф місцевості досі має вигляд улоговини з відрогами.
Одну з вулиць, прокладених його колишньою територією, було названо Афанасівською (нині — вулиця Івана Франка).

## Галерея

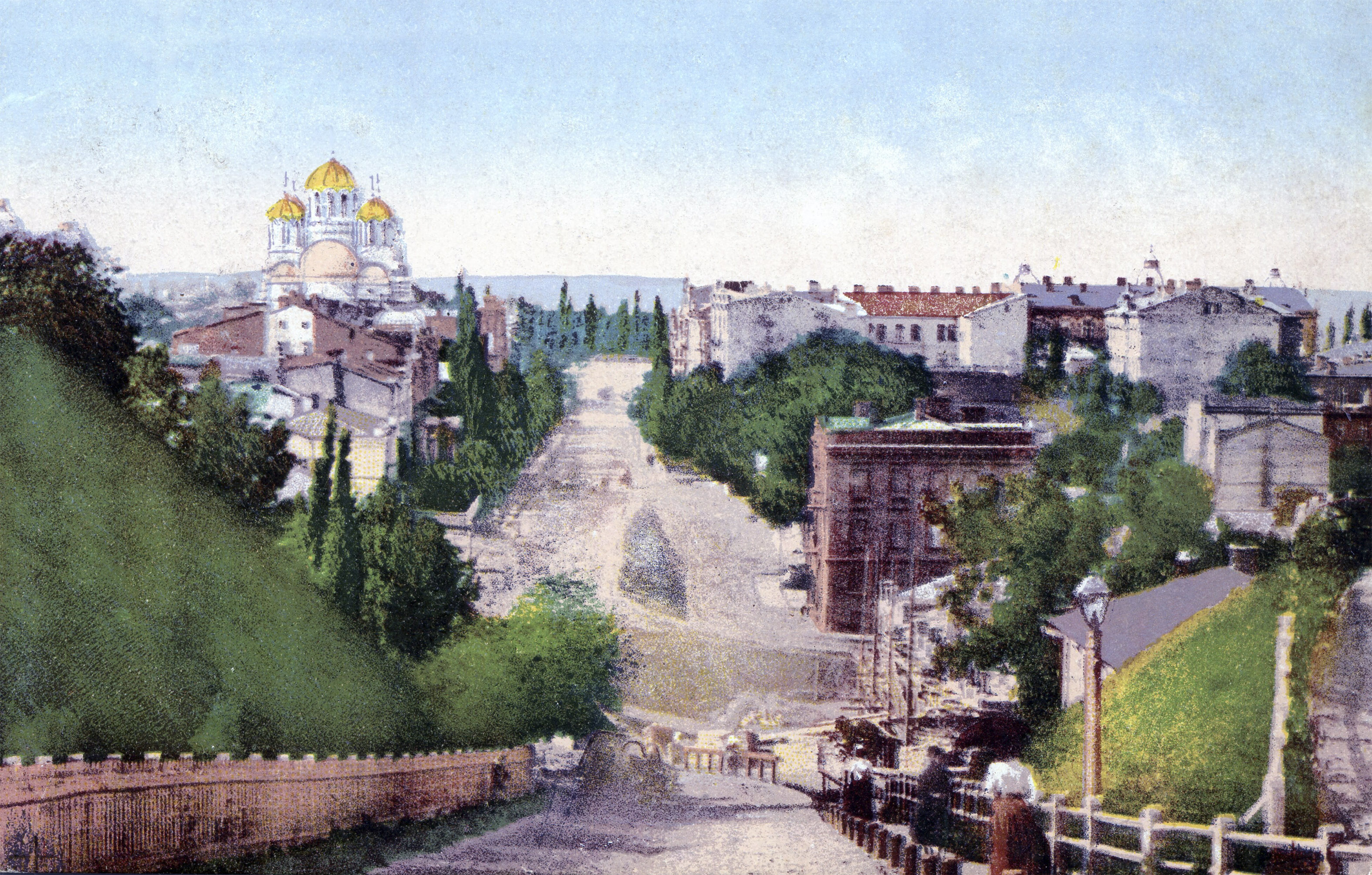
Афанасівський яр, 1899
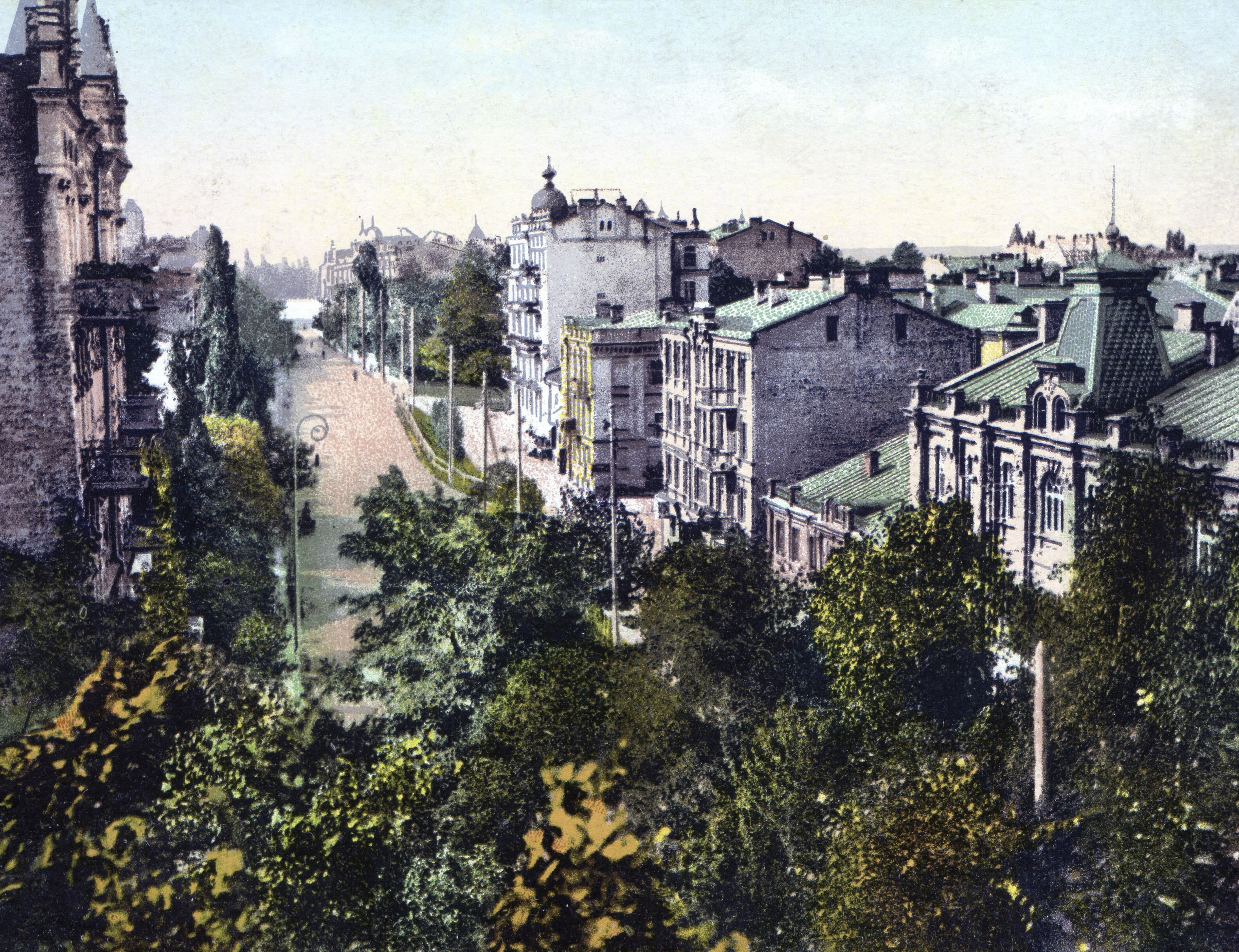
Афанасівська вулиця, 1902
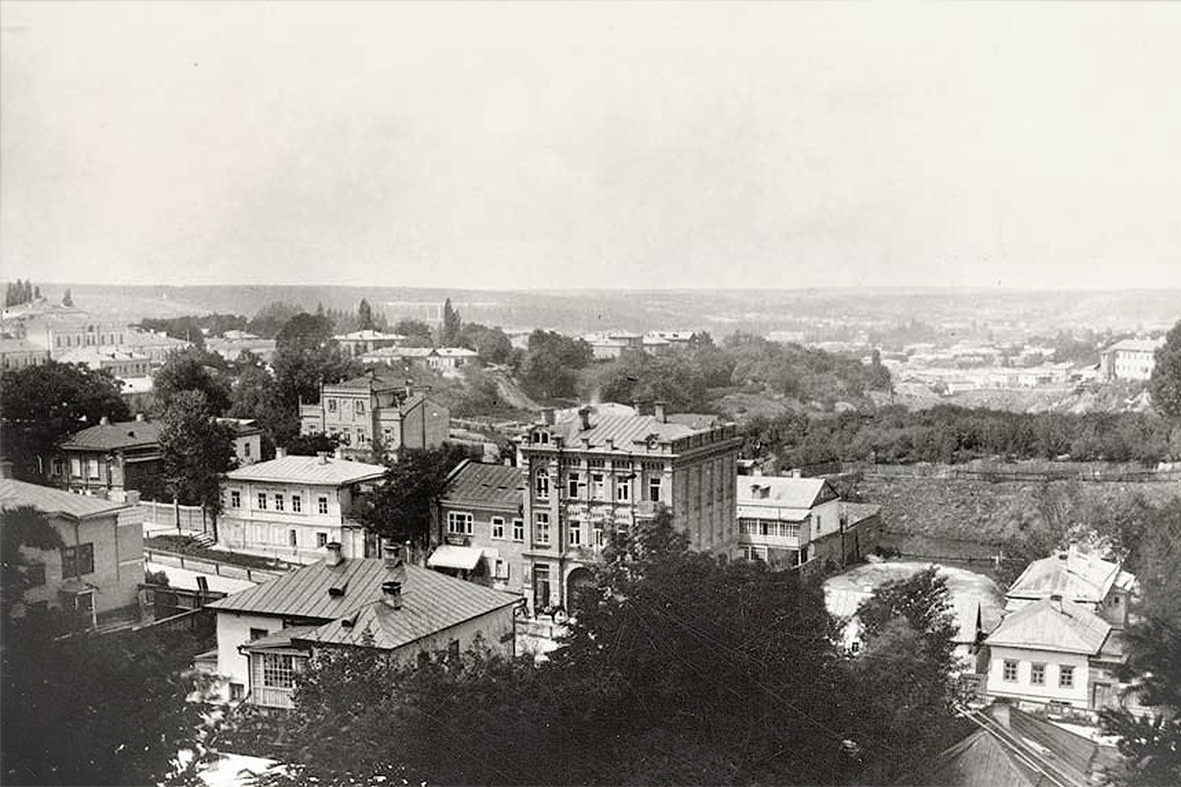
За Несторівською вулицею — незабудований яр із городами
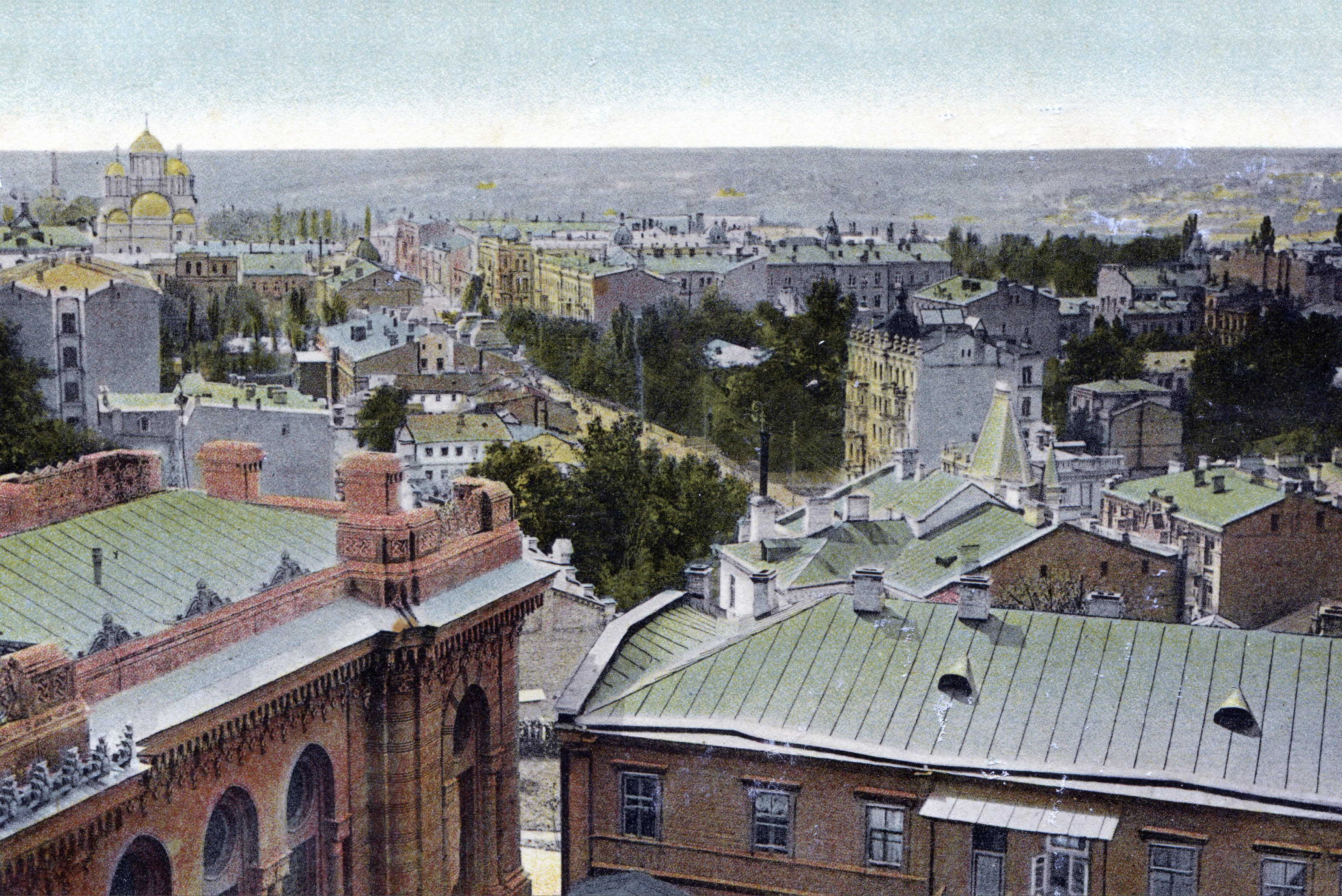
Краєвид з боку вулиці Ярославів Вал на Афанасівську вулицю